# Liste der Baudenkmäler in Landshut-Frauenberg
In der Liste der Baudenkmäler in Landshut–Frauenberg sind die Baudenkmäler im Landshuter Stadtbezirk 07 Frauenberg aufgelistet.
Diese Liste ist eine Teilliste der Liste der Baudenkmäler in Landshut. Grundlage der Liste ist die Bayerische Denkmalliste, die auf Basis des bayerischen Denkmalschutzgesetzes vom 1. Oktober 1973 erstmals erstellt wurde und seither durch das Bayerische Landesamt für Denkmalpflege geführt und aktualisiert wird. Die folgenden Angaben ersetzen nicht die rechtsverbindliche Auskunft der Denkmalschutzbehörde.

## Baudenkmäler
| Lage                       | Objekt                                   | Beschreibung | Akten-Nr.      | Bild           |
| -------------------------- | ---------------------------------------- | --- | -------------- | -------------- |
| Frauenberg 14 (Standort)   | Katholische Kirche St. Mariä Heimsuchung | einschiffiges Langhaus mit eingezogenem Chor und spätgotischen Netzrippengewölben, Mitte 15. Jahrhundert; mit Ausstattung | D-2-61-000-594 | weitere Bilder |
| Gretlmühle 13 (Standort)   | Blockbaustadel                           | mit Satteldach, 18. Jahrhundert | D-2-61-000-596 | Blockbaustadel |
| Reitfeldstraße (Standort)  | Heiligenfigur                            | Figur Hl. Johannes Nepomuk, 18. Jh.; im Neubau eines Heiligenhäuschens. | D-2-61-000-595 | Heiligenfigur  |
| Wolfstein 1 (Standort)     | Bauernhaus                               | Stattlicher zweigeschossiger Walmdachbau, Erdgeschoss gemauert, Obergeschoss verschlemmter Blockbau, erbaut wohl um 1800 unter Einbeziehung von Resten der früheren Burg Wolfstein, Geburtsstätte des letzten Stauferkaisers Konradin, Keller tonnengewölbt, 16. Jahrhundert; am Haus Gedenktafel von 1873; Stall, stattlicher langgestreckter Bau mit flacher Stichkappentonne, Anfang 19. Jahrhundert | D-2-61-000-612 | Bauernhaus     |
| Wolfsteinerau 6 (Standort) | Getreidekasten                           | eines Holledauer-Bauernhof-Typs, zweigeschossiger Blockbau mit Altane und Walmdach, am Türsturz bez. 1794 | D-2-61-000-613 | Getreidekasten |